# Choque séptico
El choque séptico es un estado anormal grave del organismo en el cual existe hipotensión prolongada por cierto período, generalmente dos horas o más, causada por una disminución de la perfusión tisular y el suministro de oxígeno como consecuencia de una infección y la sepsis que de ella resulta, aunque el microorganismo causal esté localizado por todo el cuerpo de manera sistémica o en un solo órgano, o sitio del cuerpo. Por lo general, requiere el uso de medicamentos vasopresores para incrementar la presión arterial a pesar de haberse realizado una restauración adecuada de volumen corporal de la víctima.
Un choque séptico puede causar el síndrome de disfunción multiorgánica, conocido anteriormente como fallo multiorgánico, y la muerte. Sus víctimas más frecuentes son los niños, las personas inmunodeprimidas y los ancianos, ya que su sistema inmunitario no puede hacer frente a la infección de la forma más eficaz, como en los adultos sanos. La tasa de mortalidad por shock séptico es aproximadamente entre un 25 %-50 %.
Actualmente los nuevos conceptos (y nuevos enfoques) de sepsis y shock séptico, basados en estudios de bases de datos y estudios prospectivos que demuestran su validez, fueron publicados en el «The Third International Consensus Definitions for Sepsis and Septic Shock» (Sepsis-3) en el 2016. Estos definen el shock séptico como un «subconjunto de la sepsis», donde las anomalías circulatorias, celulares y metabólicas subyacentes son lo suficientemente importantes para aumentar sustancialmente la mortalidad.
Los criterios clínicos para identificar tales condiciones incluyen la necesidad de vasopresores para obtener una presión arterial media (MAP) ≥ 65 mmHg y un aumento en la concentración de lactato > 2 mmol/L, a pesar de la reanimación con fluidos adecuados. Esta nueva definición se centra principalmente en la importancia de distinguir el shock séptico de otras formas de shock circulatorio.

## Etiología
Los términos sepsis y shock séptico con frecuencia se usan sin una definición o distinción clara. En 1992, una conferencia de consenso del Colegio Americano de Médicos de Tórax y la Sociedad de Medicina de Cuidados Críticos publicaron las siguientes definiciones de síndromes de sepsis para aclarar la terminología utilizada para describir el espectro etiológico de la enfermedad consecuencia de graves infecciones.
El fundamento de la sepsis es la presencia de infección y la posterior respuesta inflamatoria sistémica a esa infección, que resulta en alteraciones fisiológicas que ocurren a nivel del endotelio capilar. Este síndrome de respuesta inflamatoria sistémica (SIRS) es una expresión que se ha desarrollado en un intento de describir las manifestaciones clínicas que se derivan de la cascada inflamatoria sistémica, o la respuesta sistémica a la infección. Se considera que para existir un SIRS, se tenga al menos 2 de los 4 siguientes parámetros clínicos anormales: 
1. la temperatura corporal > 38 °C o < 36 °C
2. la frecuencia cardíaca > 90
3. la frecuencia respiratoria, >20 respiraciones por minuto o una PCO2 <32 mmHg
4. el conteo de leucocitos en sangre venosa o arterial >12 000/cc o <4000/cc de sangre con un recuento de neutrófilos inmaduros >10 %

La sepsis es la presencia de SIRS en el contexto de una infección. La sepsis grave es la infección con evidencia de disfunción orgánica al final, como resultado de hipoperfusión. El shock séptico es la sepsis grave con hipotensión persistente a pesar de la reanimación con líquidos y la consiguiente hipoperfusión tisular.
La bacteriemia se define como la presencia de bacterias viables en el componente líquido de la sangre. La bacteriemia puede ser primaria (sin identificar un foco de infección) o, más frecuentemente, secundaria (con un foco de infección intravascular o extravascular). Mientras que la sepsis se asocia con infección bacteriana, la bacteriemia no es un ingrediente necesario en la activación de la respuesta inflamatoria que se traduce en la sepsis grave. De hecho, el choque séptico se asocia con hemocultivos positivos por bacteriemia en solo 30-50 % de los casos.
En general el choque séptico se caracteriza por ser un estado causado por una infección «fuera de control». Las fuentes más frecuentes de infección son los pulmones (neumonía), y el aparato urinario (infección urinaria). En otras ocasiones el origen puede ser una enfermedad como una pancreatitis aguda (inflamación del páncreas) que desencadena el síndrome de sepsis. Es un trastorno del cuerpo, generalmente ocasionado por una infección, que provoca un mal funcionamiento de los órganos internos, llegando a acabar con la vida del afectado en más del 50 % de las veces. El choque séptico se ceba especialmente en niños y ancianos, además de personas con inmunodepresión, debido a que sus sistemas inmunitarios son más débiles que en los adultos sanos.

## Patogenia
La respuesta fisiológica a la infección incluye la activación de mecanismos de defensa que incluye la activación e influjo de neutrófilos y monocitos, la liberación de mediadores inflamatorios, vasodilatación local y un aumento de la permeabilidad endotelial, así como la activación de la cascada de la coagulación. La sepsis se caracteriza por una respuesta similar a la infección, aunque a un nivel sistémico, lo que resulta en la disfunción endotelial difusa. En el caso de infección bacteriana, el evento incitante es la interacción de endotoxinas contenidas dentro de la pared celular bacteriana de organismos Gram-negativos con los receptores de las células inmues. En organismos gram-positivos, se produce esta interacción, ya sea con componentes de la pared celular o exotoxinas liberadas por el microorganismo.[cita requerida]
Como resultado de estas interacciones, se produce la activación celular con la liberación de citocinas y mediadores no-citoquínicos, la más notoria de las cuales son el factor de necrosis tumoral-alfa (TNF-alfa), interleucina 1 (IL-1), y la interleucina 6 (IL-6). Estos factores están implicados en la activación de una respuesta inflamatoria sistémica. Como resultado de ello, los mediadores con propiedades vasodilatadores y endotóxicos se liberan por todo el cuerpo, incluyendo prostaglandinas, tromboxano A2, y el óxido nítrico. Esto resulta en daño endotelial y en vasodilatación, lo que lleva a hipoperfusión y fuga de líquido capilar. Además, las citocinas activan la cascada de la coagulación, lo que resulta en microtrombos capilares y al final isquemia de diversos órganos.
La compleja interacción de células y mediadores inflamatorios conduce a la disfunción del endotelio de los capilares conllevando a vasodilatación arterial, gasto cardíaco elevado y fuga capilar de líquido. Esto inicia una cascada de daño endotelial, hipoxia tisular global, formación de microtrombos, utilización anormal de oxígeno debido a la disfunción mitocondrial, todos los órganos potencialmente conducen a disfunción y eventual fracaso. La naturaleza insidiosa de la sepsis es la disfunción en la microcirculación que puede ocurrir mientras los parámetros hemodinámicos generales, como la presión arterial, puede permanecer normal.

## Cuadro clínico
Los síntomas de la sepsis por lo general son inespecíficos e incluyen fiebre, escalofríos, rigidez, fatiga, malestar, náuseas, vómitos, dificultad para respirar, ansiedad, o confusión. Estos síntomas no son patognomónicos de la sepsis sino que pueden estar presentes en una amplia variedad de otras enfermedades. Alternativamente, los síntomas clásicos de la inflamación sistémica pueden estar ausentes en la sepsis grave, especialmente en ancianos. 
La ubicación de los síntomas suele dar indicaciones útiles para determinar la etiología de la sepsis: 
- Infecciones de cabeza y cuello - Dolor de cabeza, rigidez del cuello, estado mental alterado, dolor de oídos, dolor de garganta, dolor o sensibilidad del seno paranasal, linfadenopatía
- Tórax y las infecciones pulmonares - Tos, especialmente las productivas, dolor en el pecho, disnea
- Abdominal y las infecciones gastrointestinales - Dolor de estómago, náuseas, vómitos, diarrea
- Genitourinario y las infecciones pélvicas - Dolor pélvico o en flanco, flujo vaginal o uretral, disuria, frecuencia o urgencia urinaria
- Hueso y tejidos blandos infecciones - Puntos de dolor o sensibilidad, eritema focal, edemama estado general.

## Diagnóstico
Las características principales de la sepsis grave y el shock séptico son los cambios que se producen en el nivel celular y microvascular con la activación de las cascadas de inflamación y la coagulación, la vasodilatación y la mala distribución de la sangre, fugas del endotelio capilar, y disfuncionalidad en la utilización del oxígeno y nutrientes a nivel celular. El reto es reconocer que este proceso está en marcha, cuando es posible que no esté claramente de manifiesto en los signos vitales o el examen clínico. 

### Síndrome de respuesta inflamatoria sistémica
El Colegio Americano de Médicos de Tórax y la Sociedad de Medicina de Cuidados Críticos definieron en 1992 el síndrome de respuesta inflamatoria sistémica (SIRS) como un grupo de signos vitales y de laboratorio que, si dan valores anormales, puede indicar que se está produciendo una sepsis a nivel microvascular y celular. Los criterios definen que el SIRS es aquel que tenga al menos 2 de los 4 siguientes anomalías:
- Temperatura superior a 38 °C o inferior a 36 °C
- Frecuencia cardiaca superior a 90 latidos por minuto
- Frecuencia respiratoria superior a 20 respiraciones por minuto
- Recuento de glóbulos blancos superior a 12000/mm3 o inferior a 4000/mm3 o con más de 10 % de formas inmaduras

Un paciente puede tener tanto sepsis severa como choque séptico sin cumplir criterios de SIRS, y por el contrario, los criterios del SIRS pueden estar presentes en el establecimiento de muchas otras enfermedades. Un amplio estudio observacional ha demostrado, en el marco de sospecha de infección, que el solo reunir los criterios SIRS sin atención a evidencias de disfunción de órganos específicos, no predicen un aumento de la mortalidad, haciendo hincapié en la importancia de la identificación de la disfunción de órganos sobre la presencia de los criterios del SIRS. Sin embargo, hay pruebas que sugieren que la reunión de un número cada vez mayor de criterios del SIRS se asocia con mayor mortalidad.
Actualmente, se decidió retirar el término SIRS, por su baja sensibilidad y especificidad. Se hablaba de una respuesta exagerada del huésped a un patógeno, y se cambió a un estado proinflamatorio, y antiinflamatorio, con modificaciones metabólicas humoral, cardiovascular, inmunológico y coagulopáticas que son producidas por un germen.

### Examen físico
El examen físico debe incluir una evaluación concisa de la condición general del paciente, incluida una evaluación de las vías aéreas, la respiración, circulación (ABC) y el estado mental del sujeto. Debe prestarse atención a la temperatura y el color de la piel. Una palidez cutánea, o piel grisácea, con manchas son signos de mala perfusión tisular común en el choque séptico. La piel resulta estar a menudo caliente a la palpación en los estados iniciales del shock séptico, consecuencia de la vasodilatación periférica y el aumento del gasto cardíaco. A medida que progresa el choque séptico, el agotamiento del volumen intravascular y la disminución del gasto cardíaco conduce a que las extremidades se vuelvan frías, moteadas y a retraso del llenado capilar. La aparición de petequias o púrpura puede estar asociada con una coagulación intravascular diseminada (DIC) y suelen ser signos ominosos.

#### Temperatura
La fiebre es una característica común de la sepsis. El examen físico incluye detalles sobre la fiebre, su inicio (brusca o progresiva), la duración y la temperatura máxima. Estas características se han asociado con un aumento de la carga infecciosa y la gravedad de la enfermedad. Sin embargo, la fiebre por sí sola es un indicador poco sensible de una sepsis, de hecho, la hipotermia suele ser más predictivo de la gravedad de la enfermedad.

#### Frecuencia cardíaca
La taquicardia es una característica frecuente en pacientes con sepsis y el indicativo de una respuesta sistémica a un estresor. La taquicardia es el mecanismo fisiológico del incremento en el gasto cardíaco y un aumento del suministro de oxígeno a los tejidos. Es un indicador de hipovolemia y la necesidad de reponer el líquido intravascular. También puede resultar de la fiebre misma. La combinación de taquicardia y presión de pulso estrecho se consideran los primeros síntomas de un choque.

#### Frecuencia respiratoria
El aumento en la frecuencia respiratoria suele ser una característica frecuente y subestimada de la sepsis. Se ha propuesto que una de las causas de este signo es la estimulación por parte de las endotoxinas y otros mediadores de la inflamación sobre el centro de ventilación medular. A medida que aparece la hipoperfusión tisular, aumenta la frecuencia respiratoria con el fin de compensar la acidosis metabólica resultante. El paciente a menudo se queja de dificultad para respirar o luce ligeramente ansioso. Cabe destacar que la taquipnea es el más predictivo de los criterios de SIRS de un pronóstico adverso. Esto probablemente se deba a que la taquipnea es también un indicador de disfunción pulmonar, una característica que comúnmente se asocia con neumonía y síndrome de distrés respiratorio agudo, todos los cuales están asociados con un aumento de la mortalidad en la sepsis.

## Tratamiento

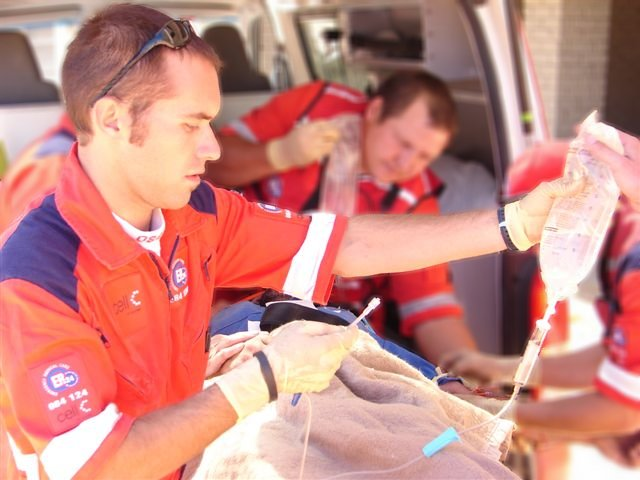
Basado en la literatura vigente, las intervenciones que se implementen al inicio de un estado de sepsis severa o choque séptico resultan en una importante reducción de la tasa bruta de mortalidad.

El tratamiento de pacientes con choque séptico se compone de los siguientes 3 objetivos principales:
1. reanimación del paciente del choque usando medidas de apoyo para corregir la hipoxia, hipotensión, y la disminución de la oxigenación de los tejidos;
2. identificar la fuente de infección y tratarla con la terapia antimicrobiana, la cirugía, o ambos; y
3. mantener la adecuada función del sistema de órganos cardiovasculares guiada por el seguimiento y la interrupción de la patogénesis de una disfunción multiorgánica.

La disminución en la tasa de mortalidad suele estar vinculado a un grupo de parámetros hemodinámicos en las primeras seis horas desde el diagnóstico de la sepsis. En general el proceso de resucitación requiere la inserción de un catéter central o un catéter pulmonar (Cateter de Swan-Ganz) con monitoreo continuo de la presión venosa central (PVC). Los parámetros hemodinámicos que se deben alcanzar son:
- PVC mayor de 8 mmHg
- Presión arterial media (PAM) mayor de 65 mmHg
- Saturación venosa de oxígeno mayor o igual a 70 %
- Hematocrito mayor de 30 %

Es absolutamente imprescindible que la fuente de infección sea eliminada lo antes posible. En muchos casos el paciente requerirá un viaje al quirófano para el drenaje de abscesos o coágulos que se hubieran infectado. Demoras en la administración de antibióticos resulta en incrementos en la mortalidad. Según un estudio presentado por el Dr. Kumar, por cada hora que se demore la administración de antibióticos apropiados para la infección, la mortalidad se incrementa en un 10 %. En ese estudio, el Dr. Kumar demostró que no solo es importante administrar los antibióticos lo antes posible, sino que los antibióticos deben ser apropiados al tipo de organismo que más frecuentemente produce la infección que se está tratando.[cita requerida]
Estudios recientes sugieren que los niveles altos de glucosa en la sangre están relacionados con un mayor número de muertes en pacientes admitidos con diagnóstico de choque séptico.[cita requerida] El uso de infusiones continuas de insulina se ha popularizado y en muchos centros existen protocolos estrictos para el manejo de insulina. Los trabajos originales sugerían que el rango de glucosa aceptable estaba entre 70 y 110 mg/dl, pero estudios recientes sugieren que la incidencia de hipoglicemia (azúcar baja) es muy alta en estos pacientes y la tendencia tiende a permitir valores un poco más altos (hasta 150 mg/dl). 
- Estrategia ventilatoria protectora del pulmón.

### Esteroides
El uso de esteroides siempre ha sido y seguirá siendo controversial. Las recomendaciones con respecto al uso de esteroides en pacientes con choque séptico continúan cambiando en forma dramática. En algún momento se pensó que podía existir una «relativa» falla en las glándulas suprarrenales y que demostrar dicha falla era una indicación para usar esteroides. La dosis recomendada es hidrocortisona 50-100 mg tres veces al día. No existe ninguna ventaja entre los diferentes tipos de esteroides que existen mientras se usen dosis equivalentes. Aunque las dosis altas de corticosteroides no son efectivos para el tratamiento de la sepsis grave o el shock séptico, se ha demostrado que dosis menores a 400 mg de hidrocortisona durante al menos cinco días, disminuye a corto plazo y las tasas de mortalidad a corto y largo plazo.